# Scopula mus
Scopula mus là một loài bướm đêm trong họ Geometridae.